# マラウイの地理

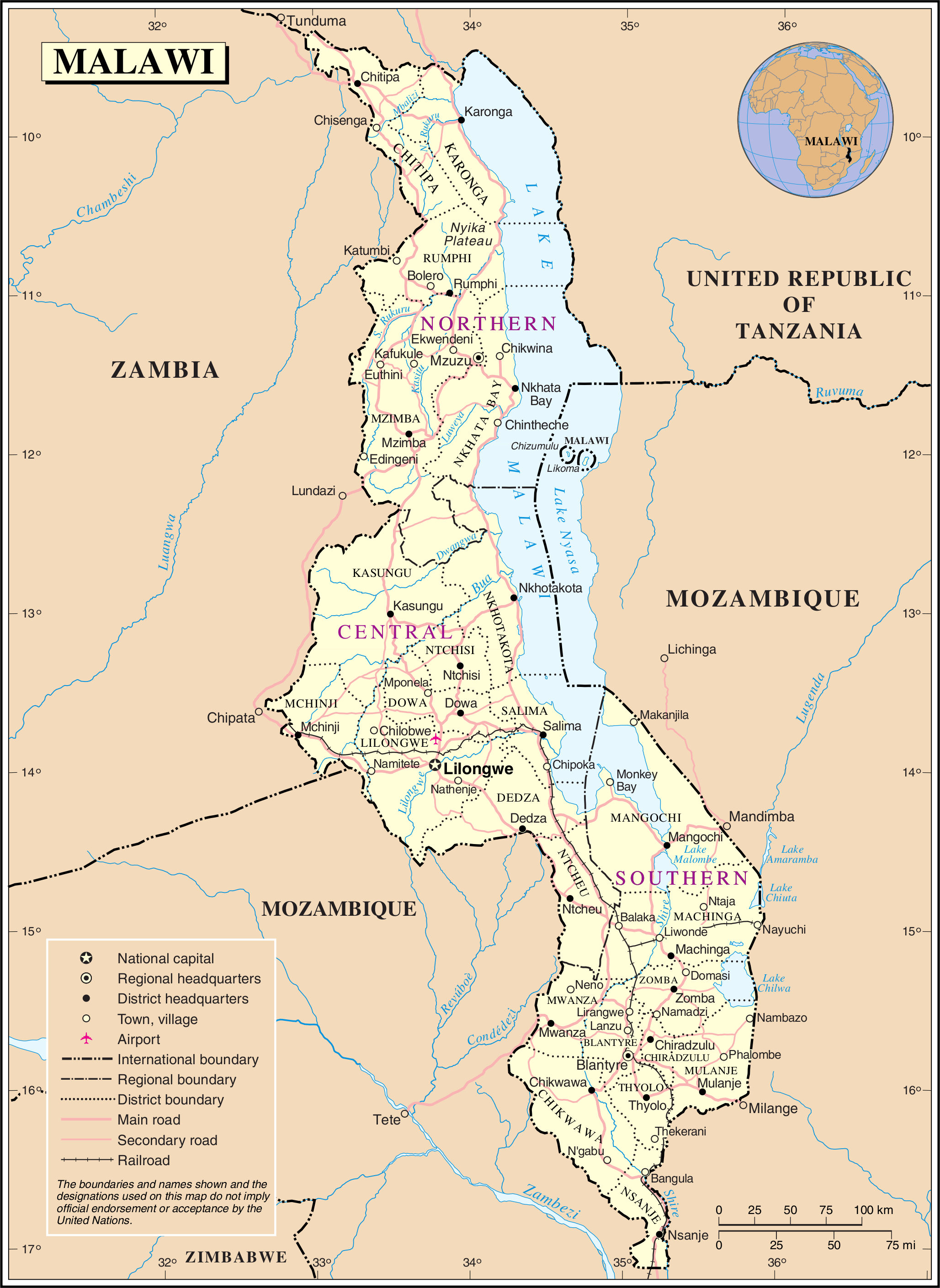
マラウイにおける主要都市の地図

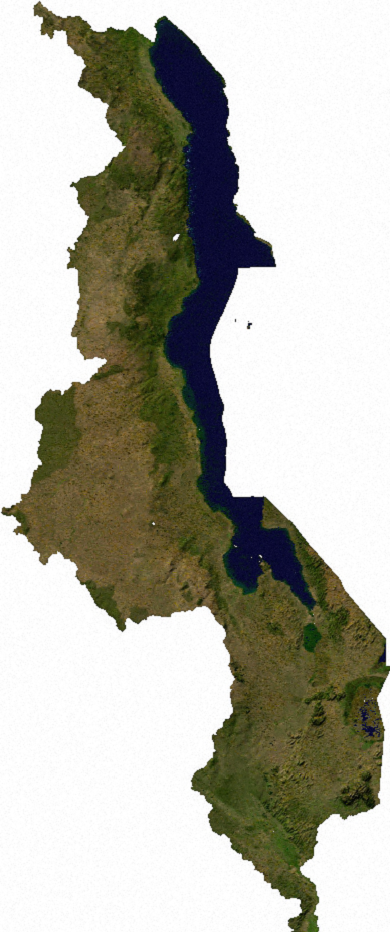
マラウイの衛星写真

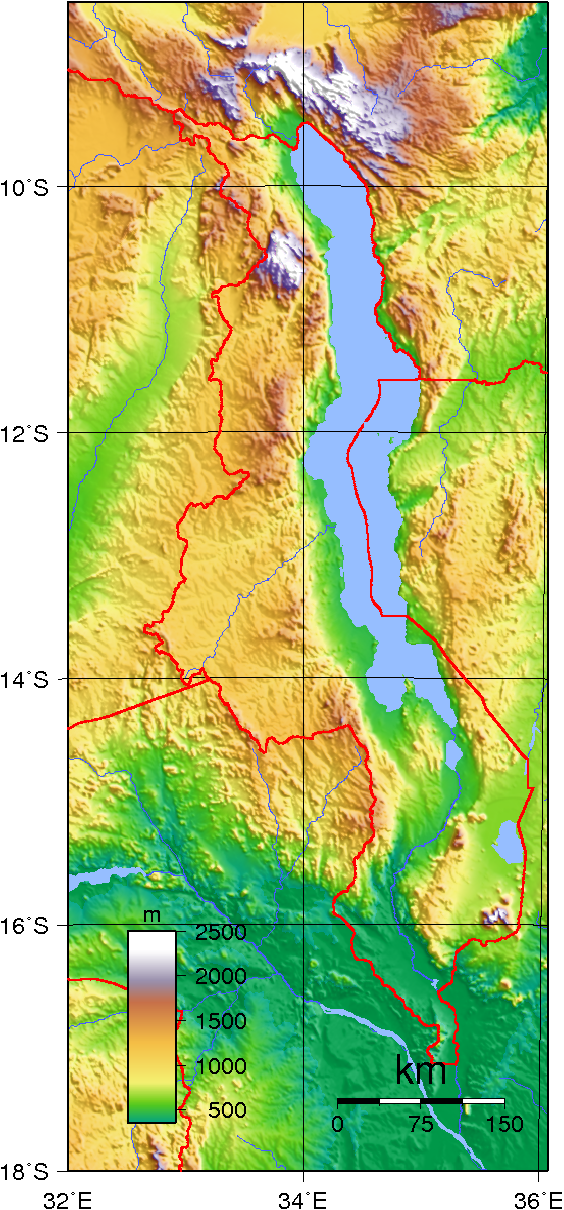
マラウイの地形図

本稿ではマラウイの地理（マラウイのちり）について説明する。
マラウイはアフリカ大陸の南東部に位置する国家である。国土の北端は9度30分で、南端は17度であり、国全体が熱帯気候に属する。マラウイの国土はザンビアとモザンビークの間の細長い土地で、南の端はシーレ川の渓谷に沿ってモザンビークへ食い込むような形になっている。また、国土の北から北東にかけては、国境をタンザニアと接している。さらに、マラウイは海に面した国土を持たない国家である。そのため、ナカラやベイラといったモザンビークの港湾都市と鉄道で接続されていることは物流の上で重要である。

## 地勢
北から南の方角へ大地溝帯が国土を横断している。この地溝帯の上には、アフリカ大陸で3番目の大きさを誇るマラウイ湖があり、マラウイの国土の20%を占めている。マラウイ湖の南端からはシーレ川が南の方角へ流れ出ており、420kmほど下流のモザンビーク国内でザンベジ川と合流している。
一方、大地溝帯の西側は海抜900-1200メートルの高原となっており、特に西側北部はニイカ高原と呼ばれる平均海抜が2200メートル近い高原として知られている。マラウイ北部から中央部にかけてのマラウイ湖西側の区域は、世界自然保護基金により、中央ザンベジのミオンボ林（en:Central Zambezian Miombo woodlands）に区分されるエコリージョンの一部としてカテゴライズされている。
マラウイ湖の南側には、海抜600-1600メートルのシーレ高地があるほか、標高2130メートルのゾンバ高原や、標高3002メートルのムランジェ山がそびえ立っている。なお、マラウイ最南端の地域の中は海抜60-90メートルしかない場所もある。
マラウイは、ブラックアフリカで最も人口密度の高い国家のうちの1つである。首都であるリロングウェの人口は、1971年以降は常に40万人以上となっている。国会および全ての政府省庁は、リロングウェに置かれている。ブランタイヤはマラウイ最大の都市で商業活動の中心地でもあるが、1966年に10万9千人であった住人は1998年時点で50万人近くにまで増加している。マラウイの大統領はブランタイヤに在住し、また、最高裁判所もブランタイヤに設置されている。
マラウイには以下の5個の国立公園がある。
- ケープ・マクリア国立公園
- カスング国立公園
- レングウェ国立公園
- リウォンデ国立公園
- ニイカ国立公園

## 気候
マラウイの気候は一般に熱帯へと区分される。雨季は11月から4月で、乾季である5月から10月にかけては国土全体でほとんど雨が降らない。9月から4月にかけて、マラウイ湖などの湖の沿岸部やシーレ渓谷の下流などでは高温多湿となり、日中の平均最高気温は27度から29度に達する。リロングウェも9月から4月にかけての時期には高温多湿となるが、それでも平均最高気温が23度前後であるため、これらの地域よりは過ごしやすい。なお、それ以外の地域における9月から4月にかけての日中平均最高気温は25度前後である。6月から8月にかけて、湖の沿岸部や南部の地域では日中の平均最高気温が23度前後と過ごしやすくなるが、夜間には10度から14度まで冷え込んだりと、日中と夜間で温度差が大きい。特に、6月から7月にかけて、ニイカ高原やムランジェ山地といった標高が高い場所では、夜間には6度から8度まで冷え込むことが知られている。
また、カロンガ県はマラウイ湖に面した北部の県であり、日中の最高平均気温は年間を通して25度から26度でほとんど変化しないが、一年のうちの4月と5月は湖に沿った南寄りの風が強くなるために非常に高湿度となる。

## 国土
国土面積は11万8480平方キロメートルであるが、そのうちの2万4400平方キロメートルはマラウイ湖やマロンベ湖、チルワ湖、チウタ湖のような水域であり、陸地は9万4080平方キロメートルとなっている。
マラウイの国土はマラウイ湖の影響を強く受けており、その湖水はシーレ川を通じてザンベジ川へと注いでいる。その結果、東部にある1つの県以外のマラウイの全土は、ザンベジ水系（Zambezi drainage system）の一部となっている。チウタ湖およびその周囲の湿原はルジェンダ川を通じて水を排出し、ルジェンダ川はルブマ川と合流することでルブマ川水系（Ruvuma River drainage system）を形成している。チウタ湖のおよそ35km南方にあるチルマ湖は、排出河川を持たない珍しい湖であるが、チルマ湖があふれた際にはザンベジの冠水草原（en:Zambezian flooded grasslands）と呼ばれる湿地を通じて水がチウタ湖へと流入する。とはいえ、水分の蒸発するペースが早いために、チルマ湖があふれることはめったにない。また、大部分の時期は水深が1メートル前後である。
環境に関する問題：
- 森林伐採
- 農業廃水、下水、工業排水による水質汚染を原因とした土地の劣化
- 魚の産卵場所が沈泥で塞がれることによる魚類個体数への影響

環境に関する国際合意：
署名済み
生物多様性（Biodiversity）、気候変化（Climate Change）、砂漠化（Desertification）、絶滅危惧種（Endangered Species）、環境改変（Environmental Modification）、有害廃棄物（Hazardous Wastes）、海洋生物保護（Marine Life Conservation）、核実験禁止（Nuclear Test Ban）、オゾン層保護（Ozone Layer Protection）、湿原（Wetlands）
未批准
海洋法（Law of the Sea）